# إيمان فيالا
إيمان فيالا (بالتشيكية: Eman Fiala) هو ملحن ومخرج وممثل تشيكي، ولد في 15 أبريل 1899 في براغ في التشيك، وتوفي بنفس المكان في 24 يونيو 1970.

## وصلات خارجية
- إيمان فيالا على موقع IMDb (الإنجليزية)
- إيمان فيالا على موقع قاعدة بيانات الأفلام السويدية (السويدية)
- إيمان فيالا على موقع ديسكوغز (الإنجليزية)
- إيمان فيالا على موقع قاعدة بيانات الفيلم (الإنجليزية)
- إيمان فيالا على موقع كينوبويسك (الروسية)